# John Paul Jones Arena
Pour les articles homonymes, voir JPJ.
La John Paul Jones Arena ou JPJ (surnommé Home of the Hoos) est une salle omnisports située sur le campus de l'Université de Virginie à Charlottesville en Virginie.
C'est le domicile des équipes masculine et féminine de basket-ball de l'université (Virginia Cavaliers). La John Paul Jones Arena a une capacité de 14 593 places.

## Galerie

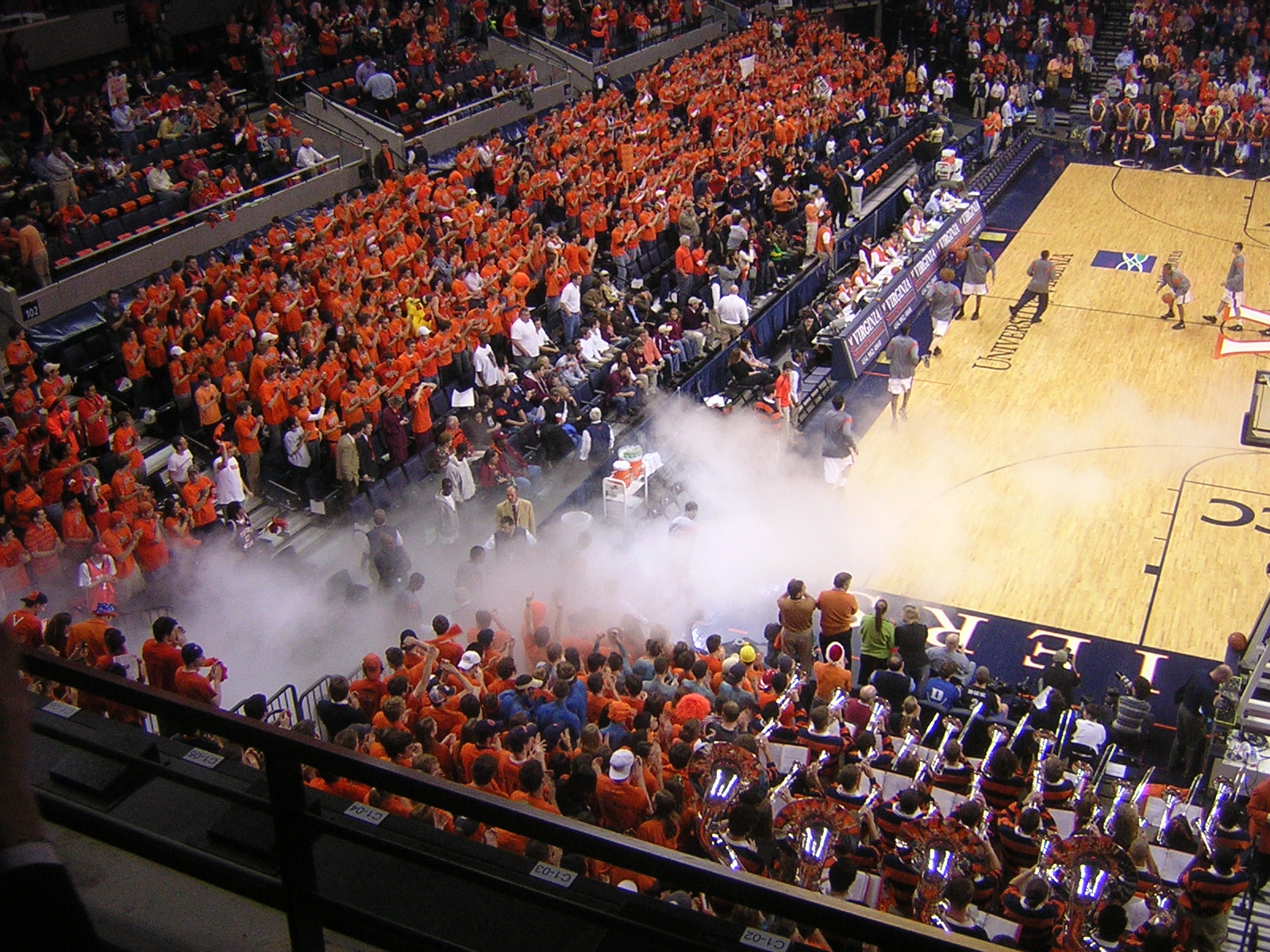
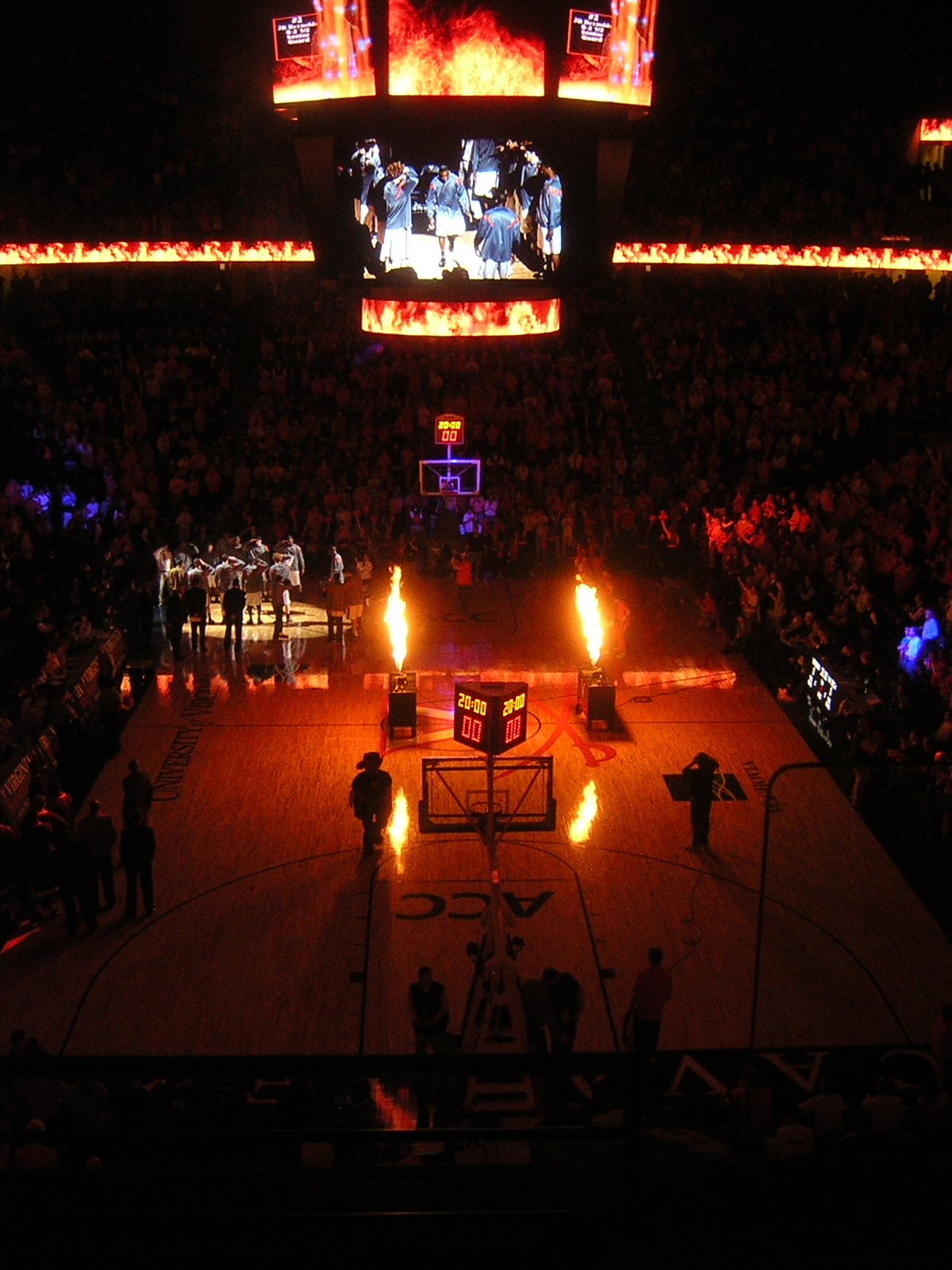
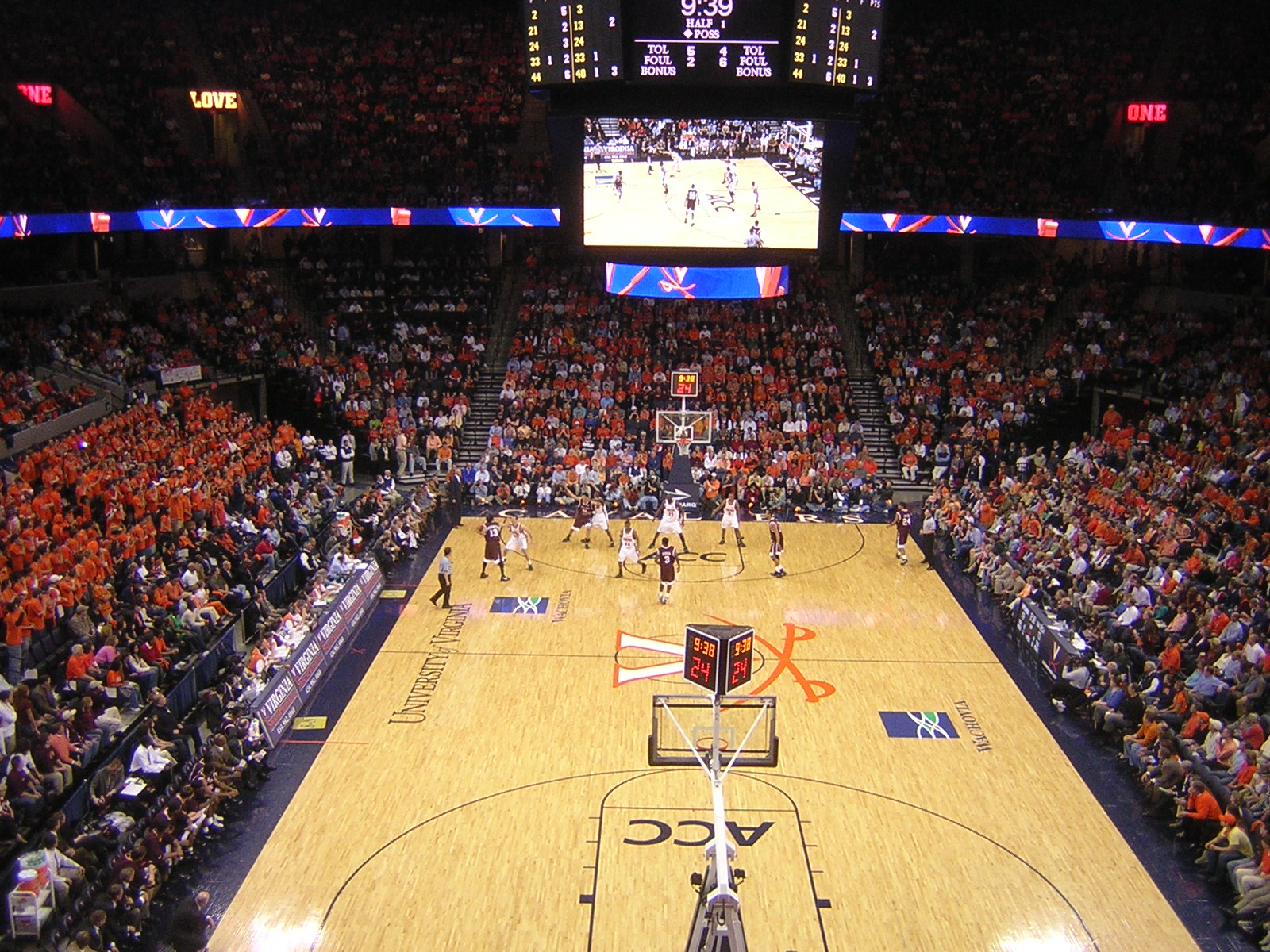